# Isla Omelek
La Isla Omelek es parte del atolón Kwajalein en la República de las Islas Marshall. Está controlada por las Fuerzas Armadas de los Estados Unidos bajo un arrendamiento de larga duración (junto con las otras diez islas del atolón) y es parte del Ronald Reagan Ballistic Missile Defense Test Site.

## Geografía
La isla tiene unos 32.000 metros cuadrados de tamaño (8 acres).  Geológicamente, está compuesta de rocas de arrecife, como las otras islas del atolón, que se crean por la acumulación de restos de organismos marinos (corales, moluscos, etc.)

## Historia
Durante mucho tiempo Omelek ha sido usada por los Estados Unidos para la investigación de lanzamientos de cohetes menores debido a su relativo aislamiento en el Pacífico Sur. El último lanzamiento de cohetes del gobierno de los EE. UU. sucedió en 1996. Más recientemente, la proximidad al ecuador y las cercanas infraestructuras de seguimiento por radar atrajo a SpaceX, un proveedor de lanzamientos orbitales, que renovó las instalaciones en la isla y la consolidó como su principal punto de lanzamiento. SpaceX comenzó lanzando cohetes Falcon 1 desde Omelek en 2006. El 28 de septiembre de 2008 despegó con éxito el cuarto vuelo del Falcon 1. Esta era el primer cohete de transporte propulsado por propergol líquido, y con fondos privados, en lograrlo.
El Reagan Test Site, que incluye sitios de lanzamiento de cohetes en otras islas del atolón Kwajalein, en la isla Wake, y en el atolón Aur, es la única instalación ecuatorial del gobierno de los EE. UU.